# Joseph Walker
 (janvier 2021).
Si vous disposez d'ouvrages ou d'articles de référence ou si vous connaissez des sites web de qualité traitant du thème abordé ici, merci de compléter l'article en donnant les références utiles à sa vérifiabilité et en les liant à la section « Notes et références ».
Pour les articles homonymes, voir Joseph Walker (homonymie) et Walker.
Joseph Walker, né le 22 août 1892 à Denver (Colorado, États-Unis) et mort le 1er août 1985 à Las Vegas (Nevada, États-Unis), est un directeur de la photographie et réalisateur américain.

## Biographie
Joseph Bailey Walker naît le 22 Août 1892 à Denver (Colorado). 
Pendant la Première Guerre mondiale, Walker travaille pour la Croix Rouge en tant qu’ingénieur en téléphonie sans fil, inventeur et directeur de la photographie de documentaires.
En 1919, Walker commence sa carrière avec le film canadien Back to God’s Country filmé près du cercle arctique. Au cours des sept prochaines années il travaille en tant que free-lance pour différents studios et pour les réalisateurs renommés W. S. Van Dyke, Francis Ford, George B. Seitz et d’autres.
En 1927,  il rejoint Colombia Pictures et y travaillera presque exclusivement jusqu’à sa retraite en 1952. Walker collabore avec le réalisateur Frank Capra sur 20 films dont Ladies of Leisure (1920), The Bitter Tea of General Yen (1933), Lady for a Day (1933), It Happened One Night (1934), Lost Horizon (1937), Mr. Deeds Goes to Town (1936), You Can’t Take It with You (1938), M. Smith Goes to Washington (1939) et La vie est belle (1946).
En plus de son travail cinématographique, Walker détient 20 brevets sur diverses inventions liées à la caméra dont le système de double-exposition, plusieurs objectifs à zoom, l’objectif Duomar, le dispositif de diffusion variable, le mesureur de maquillage facial, des caméras légères et des techniques de diffusion optiques. Une partie de ces inventions sont depuis 1994 visibles au club-house ASC à Hollywood.
Walker a été nommé à quatre reprises à l’Oscar de la meilleure cinématographie. En 1982 il a été le premier à recevoir le prix Gordon E. Sawyer qui lui a été remis par l’Academy of Motion Picture Arts and Science en reconnaissance de ses contributions technologiques à l’industrie du cinéma. En 1984, il collabore à son autobiographie The Light on her Face, avec sa seconde épouse Juanita Walker.
Joseph Walker meurt le 1er août 1985 à Las Vegas (Nevada).

## Filmographie partielle

### Directeur de la photographie
- 1919 : L'Instinct qui veille (Back to God's Country)
- 1923 : L'Esprit de la chevalerie (Richard, the Lion-Hearted) de Chester Withey
- 1925 : Let Women Alone de Paul Powell
- 1925 : North Star
- 1925 : Pleasure Buyers de Chester Withey
- 1927 : Tarzan et le Lion d'or (Tarzan and the Golden Lion)
- 1927 : Great Mail Robbery de George B. Seitz
- 1928 : La Madone des sandwiches (That Certain Thing) de Frank Capra
- 1929 : Les Mousquetaires de l'air (Flight) de Frank Capra
- 1930 : Femmes de luxe (Ladies of leisure)
- 1930 : Rain or Shine
- 1931 : Le Dirigeable (Dirigible)
- 1931 : La Femme aux miracles (The Miracle Woman)
- 1931 : La Blonde platine (Platinum Blonde)
- 1932 : Amour défendu (Forbidden)
- 1932 : Shopworn
- 1932 : La Ruée (American Madness)
- 1932 : La Grande Muraille (The Bitter Tea of General Yen)
- 1933 : Grande Dame d'un jour (Lady for a Day)
- 1934 : La Course de Broadway Bill (Broadway Bill)
- 1934 : New York-Miami (It Happened One Night)
- 1935 : Une plume à son chapeau (A Feather in Her Hat) d'Alfred Santell
- 1936 : L'Extravagant Mr. Deeds (Mr. Deeds Goes to Town)
- 1936 : La musique vient par ici (The Music Goes 'Round) de Victor Schertzinger
- 1936 : Théodora devient folle (Theodora goes wild)
- 1937 : Les Horizons perdus (Lost Horizon)
- 1937 : Cette sacrée vérité (The Awful Truth)
- 1938 : Quelle joie de vivre (Joy of living)
- 1938 : Vous ne l'emporterez pas avec vous (You Can't Take It With You)
- 1938 : Start Cheering d'Albert S. Rogell
- 1938 : Ah ! Quelle femme ! (There's That Woman Again) d'Alexander Hall
- 1939 : Seuls les anges ont des ailes (Only angels have wings)
- 1939 : Monsieur Smith au Sénat (Mr. Smith goes to Washington)
- 1940 : La Dame du vendredi (His Girl friday)
- 1940 : Trop de maris (Too Many Husbands) de Wesley Ruggles
- 1940 : Arizona
- 1940 : Et l'amour vint... (He Stayed for Breakfast) d'Alexander Hall
- 1941 : La Chanson du passé (Penny serenade)
- 1941 : Le Défunt récalcitrant (Here Comes Mr. Jordan)
- 1941 : Tu m'appartiens (You Belong to Me) de Wesley Ruggles
- 1941 : J'épouse ma femme (Bedtime Story)
- 1942 : Embrassons la mariée (They All Kissed the Bride)
- 1942 : Six Destins (Tales of Manhattan)
- 1942 : Ma sœur est capricieuse (My Sister Eileen)
- 1943 : First Comes Courage de Dorothy Arzner
- 1944 : The Impatient Years
- 1944 : Coup de foudre (Together again)
- 1944 : Monsieur Winkle s'en va-t-en guerre (Mr. Winkle Goes to War) d'Alfred E. Green
- 1945 : Roughly Speaking de Michael Curtiz
- 1945 : She Wouldn't Say Yes d'Alexander Hall
- 1946 : Le Roman d'Al Jolson (Al Jolson Story)
- 1946 : La vie est belle (It's a Wonderful Life)
- 1948 : La Fin d'un tueur (The Dark Past) de Rudolph Maté
- 1948 : Une femme sans amour (The Mating of Millie) de Henry Levin
- 1950 : La Flamme qui s'éteint (No Sad Songs for Me)
- 1950 : Mon cow-boy adoré (Never a dull moment)
- 1950 : La Perfide (Harriet Craig)
- 1950 : Comment l'esprit vient aux femmes (Born Yesterday)
- 1952 : Je retourne chez maman (The Marrying Kind)
- 1952 : L'Affaire de Trinidad (Affair of Trinidad) de Vincent Sherman